# Număr superabundent
În matematică, un număr superabundent este un anumit tip de număr natural. Un număr natural n este numit superabundent atunci când, pentru toate m < n
{\displaystyle {\frac {\sigma (m)}{m}}<{\frac {\sigma (n)}{n}}}
unde σ denotă funcția suma divizorilor (adică suma tuturor divizorilor pozitivi ai n, inclusiv n în sine). Primele câteva numere superabundente sunt:
1, 2, 4, 6, 12, 24, 36, 48, 60, 120, 240, 360, 720, 840, 1260, 1680, 2520, 5040, 10080, 15120, 25200, 27720, 55440, 110880, 166320, 277200, 332640, 554400, 665280, 720720, 1441440, 2162160, 3603600, 4324320, 7207200, 8648640, 10810800, 21621600, …
De exemplu, numărul 5 nu este un număr superabundent, deoarece pentru 1, 2, 3, 4 și 5 σ este 1, 3, 4, 7, 6 și 7/4 > 6/5.
Numerele superabundente au fost definite de Leonidas Alaoglu and Paul Erdős (1944). Necunoscute lui Alaoglu și Erdős, aproximativ 30 de pagini din lucrarea lui Srinivasa Ramanujan din 1915, Highly composite numbers (în română Numere extrem compuse), au fost omise. Aceste pagini au fost publicate ulterior în Jurnalul Ramanujan 1 (1997), 119–153. În secțiunea 59 a acelei lucrări, Ramanujan definește numerele extrem compuse, care includ numerele superabundente.

## Proprietăți
Alaoglu și Erdős au demonstrat că dacă n este superabundent, atunci există numer k și a1, a2, ..., ak astfel încât
{\displaystyle n=\prod _{i=1}^{k}(p_{i})^{a_{i}}}
unde pi este al i-lea număr prim, iar
{\displaystyle a_{1}\geq a_{2}\geq \dotsb \geq a_{k}\geq 1.}
Adică au demonstrat că, dacă n este superabundent, descompunerea în factori primi a lui n are exponenți care nu cresc (adică exponentul unui prim mai mare nu este niciodată mai mare ca acela al unui prim mai mic) și că toți primii până la {\displaystyle p_{k}} sunt factori ai n. Apoi, că orice număr superabundent este un număr întreg și este un multiplu al celui de al k-lea primorial {\displaystyle p_{k}\#.}
În fapt, ultimul exponent ak este egal cu 1, excepțiile fiind când n este 4 sau 36.
Alaoglu și Erdős au observat și că toate numerele superabundente sunt numere extrem abundente.
Numerele superabundente sunt strâns legate de numerele extrem compuse. Nu toate numerele superabundente sunt numere extrem compuse. De fapt, doar 449 de numere superabundente și extrem compuse sunt aceleași. De exemplu, 7560 este extrem compus, dar nu superabundent. În schimb, 1163962800 este superabundent, dar nu și extrem compus.
Nu toate numerele superabundente sunt numere harshad. Prima excepție este al 105-lea număr superabundent, 149602080797769600. Suma cifrelor sale este 81, dar 81 nu este un divizor al acestui număr.
Numerele superabundente prezintă interes și în legătură cu ipoteza Riemann și cu teorema Robin că ipoteza Riemann este echivalentă cu
{\displaystyle {\frac {\sigma (n)}{e^{\gamma }n\log \log n}}<1}
pentru toate n mai mari decât cea mai mare excepție cunoscută, numărul superabundent 5040. Dacă această inegalitate are un contraexemplu mai mare, demonstrând că ipoteza Riemann este falsă, cel mai mic astfel de contraexemplu trebuie să fie un număr superabundent.(Akbary & Friggstad 2009)
Nu toate numerele superabundente sunt colosal abundente.

## Extensie
Numerele generalizate k-superabundente sunt acelea care {\displaystyle {\frac {\sigma _{k}(m)}{m^{k}}}<{\frac {\sigma _{k}(n)}{n^{k}}}} pentru toți {\displaystyle m<n}, unde {\displaystyle \sigma _{k}(n)} este suma puterilor de gradul k ale divizorilor lui n.
Numerele 1-superabundente sunt numere superabundente. Numerele 0-superabundente sunt numere extrem compuse. De exemplu, numerele generalizate 2-superabundente sunt 1, 2, 4, 6, 12, 24, 48, 60, 120, 240, ... 